# District de Paruro
Le district de Paruro est l’un des dix-huit districts de la province de Paruro située dans le département de Cusco au Pérou.